# Akame 48 Waterfalls
Pour plus de détails, voir Fiche technique et Distribution.
Akame 48 Waterfalls (赤目四十八瀧心中未遂, Akame shijūyataki shinjūmisui) est un film dramatique japonais, réalisé par Genjirō Arato et sorti en 2003. Il est adapté d'un roman de Chōkitsu Kurumatani.

## Synopsis
À son arrivée à la gare d'Amagasaki, Yoichi Ikushima, un écrivain raté, découvre sur un tableau une citation de la Divine Comédie de Dante inscrite à la craie : « Vous qui entrez, laissez toute espérance ». Il trouve auprès de Seiko, une ex-prostituée qui tient un restaurant de yakitori, à la fois un emploi et un toit. Yoichi passe ses journées dans un logement sordide à enficher des morceaux de viande et d’abats sur des bâtonnets de bois. Yoichi côtoie dans cet immeuble décrépi toutes sortes de personnages douteux avec lesquels il semble en complet décalage. Il fait aussi la connaissance d'Aya, une prostituée zainichi, maitresse de l'inquiétant tatoueur Horimayu, qui se glisse secrètement dans son appartement une nuit.

## Fiche technique
- Titre : Akame 48 Waterfalls
- Titre original : 赤目四十八瀧心中未遂 (Akame shijūyataki shinjūmisui?)
- Réalisation : Genjirō Arato
- Scénario : Toya Suzuki, d'après un roman de Chōkitsu Kurumatani
- Photographie : Norimichi Kasamatsu (ja)
- Montage : Yoshiyuki Okuhara (ja)
- Décors : Kōichi Kanekatsu
- Musique : Shūichi Chino (ja)
- Producteur : Shin'ichiro Muraoka
- Société de production : Akame Works
- Société de distribution : Akame Works
- Pays d'origine :  Japon
- Langue originale : japonais
- Format : couleurs - 35 mm - 2.35:1
- Genre : drame
- Durée : 159 minutes[2]
- Date de sortie :
  - Japon : 25 octobre 2003[2],[3]

## Distribution
- Shima Ōnishi (ja) : Yoichi Ikushima
- Shinobu Terajima : Aya
- Michiyo Ōkusu : Seiko
- Yūya Uchida : Horimayu, le tatoueur
- Hirofumi Arai
- Takato Enokida (ja)
- Nao Ōmori : Gō
- Hideko Okiyama (ja)
- Shungiku Uchida : une prostituée
- Moeko Ezawa (ja) : une prostituée
- Motomi Makiguchi (ja)
- Yoshiyuki Morishita
- Akaji Maro
- Hidekazu Akai (ja)

## Distinctions
Sauf indication contraire, les informations mentionnées dans cette section peuvent être confirmées par la base de données cinématographiques IMDb,  présente dans la section « Liens externes ».

### Récompenses
- 27e Japan Academy Prize[4] :
  - prix de la meilleure actrice pour Shinobu Terajima
- 46e Blue Ribbon Awards[5] :
  - prix du meilleur film
  - prix de la meilleure actrice pour Shinobu Terajima
  - prix de la meilleure actrice pour dans un second rôle pour Michiyo Ōkusu
- 28e Hōchi Film Awards[6]
  - prix de la meilleure actrice pour Shinobu Terajima
- 13e Japanese Professional Movie Awards[7]
  - prix de la meilleure actrice pour Shinobu Terajima
- Prix Kinema Junpō 2004[8] :
  - prix de la meilleure actrice et de la meilleure nouvelle actrice pour Shinobu Terajima
  - prix du meilleur acteur dans un second rôle pour Nao Ōmori
  - prix de la meilleure actrice dans un second rôle pour Michiyo Ōkusu
- 58e prix du film Mainichi[9] :
  - prix du meilleur film
  - prix de la meilleure actrice pour Shinobu Terajima
  - prix de la meilleure actrice dans un second rôle pour Michiyo Ōkusu
  - prix de la meilleure photographie pour Norimichi Kasamatsu (ja)
- Nikkan Sports Film Awards 2003[10]
  - prix de la meilleure actrice pour Shinobu Terajima
- Festival du film de Yokohama 2004 :
  - prix de la meilleure actrice pour Shinobu Terajima
  - prix du meilleur acteur dans un second rôle pour Nao Ōmori
  - prix de la meilleure photographie pour Norimichi Kasamatsu (ja)

### Sélection
- Berlinale 2004[11] :
  - section Panorama